# スカ・クバーノ
スカ・クバーノ (Ska Cubano)は、ロンドンをベースに活動するバンド。メンバーにはキューバ人の他に日本人もいる。マンボ、ソン、ルンバといったキューバ音楽をスカ、レゲエ等のジャマイカ音楽のアレンジで演奏する。

## 来歴
スカ・クバーノのプロデューサーであるPeter A. Scottは10年もの間キューバを訪ね、その音楽と文化に興味をもった。そして現地の老舗ミュージシャンから、1959年のキューバ革命でキューバとカリブ海の文化的交流が断絶されたが、それ以前のキューバ音楽はカリブ音楽を取り入れていたことを教わる。彼は現代においてキューバ音楽とスカを融合させる事を考えた。
リードボーカルのナッティ—・ボウはキューバのサンティアーゴに渡り、現地のミュージシャンを集めた。更に以前から交流のあった日本人メグミ・メサク(Megumi Mesaku、愛称 ミス・メグー Miss Megoo)と合流した。
こうして結成されたスカ・クバーノはロンドンとキューバを往復し活動を開始する。現在はロンドンをベースとして世界中で演奏を行なっている。
2005年のノーベル平和賞コンサートに出演した際には、キューバ革命についても触れた。

## 来日
- 2005年7月30日 フジ・ロック・フェスティバル
- 2006年5月2日,3日 六本木ヒルズアリーナ (六本木ヒルズ) 単独初公演
- 2008年9月19日 iichiko 音の泉ホール (OASISひろば21) (大分)
- 2008年9月20日 焼津市文化センター (静岡)
- 2008年9月23日 まつもと市民芸術館 (長野)
- 2008年9月24日 赤坂BLITZ (東京)

## メンバー
大所帯バンドであるので、時期によってメンバーが流動的である。以下は確認されたメンバーを全て列挙している。
- ナッティー・ボウ Natty Bo (Nathan Lerner)（ボーカル）
- ドナルド・フローレス （ボーカル）
- カルロス・ペーニャ Carlos Pena (ボーカル)
- ベニー・ビリー Beny Billy (Juan Manuel Villy Carbonell) (ボーカル)
- レイ・クレスポ Rey Crespo（ダブルベース）
- ヘスース・クティーノ Jesus Cutino（トレスギター）
- エルネスト・エストルック Ernesto Estruch（ピアノ）
- オレステ・ノダ Oreste Noda（キューバンパーカッション）
- メグミ・メサク Megumi Mesaku（アルト＆バリトンサックス）
- ロレンゾ・コワン （テナーサックス）
- Kiko （テナーサックス）
- エディー・“タンタン”・ソーントン Eddie “Tan Tan” Thornton（トランペット）
- トリバー・エドワーズ Trevor Edwards（トロンボーン）
- ドクタースリーピー Dr. Sleepy（ドラム、ティンバレス）

## ディスコグラフィー
- スカ・クバーノ Ska Cubano (2003)
- アイ・カランバ! ¡Ay Caramba! (2005)
- アヒアコ! ザ・リミックス・アルバム Ajiaco! The Remix Album (2008)
- マンボ・スカ Mambo Ska (2010, Casino sounds)